# Фараман (Эн)
Фарама́н (фр. Faramans) — коммуна во Франции, находится в регионе Рона — Альпы. Департамент — Эн. Входит в состав кантона Мексимьё. Округ коммуны — Бурк-ан-Брес.
Код INSEE коммуны — 01198.

## География
Коммуна расположена приблизительно в 390 км к юго-востоку от Парижа, в 28 км северо-восточнее Лиона, в 35 км к югу от Бурк-ан-Бреса.

## Климат
Климат полуконтинентальный с холодной зимой и тёплым летом. Дожди бывают нечасто, в основном летом.

## Население
Население коммуны на 2010 год составляло 681 человек.
| 1962 | 1968 | 1975 | 1982 | 1990 | 1999 | 2010 |
| ---- | ---- | ---- | ---- | ---- | ---- | ---- |
| 265  | 283  | 315  | 388  | 482  | 591  | 681  |

## Администрация
| Период | Период | Фамилия      | Партия | Примечания |
| ------ | ------ | ------------ | ------ | ---------- |
| 1995   | 2008   | Андре Рюба   |        |            |
| 2008   | 2014   | Андре Бозон  |        |            |
| 2014   | 2020   | Жерар Брошье |        |            |

## Экономика
В 2010 году среди 475 человек трудоспособного возраста (15—64 лет) 373 были экономически активными, 102 — неактивными (показатель активности — 78,5 %, в 1999 году было 75,4 %). Из 373 активных жителей работали 358 человек (202 мужчины и 156 женщин), безработных было 15 (7 мужчин и 8 женщин). Среди 102 неактивных 40 человек были учениками или студентами, 28 — пенсионерами, 34 были неактивными по другим причинам.

## Фотогалерея

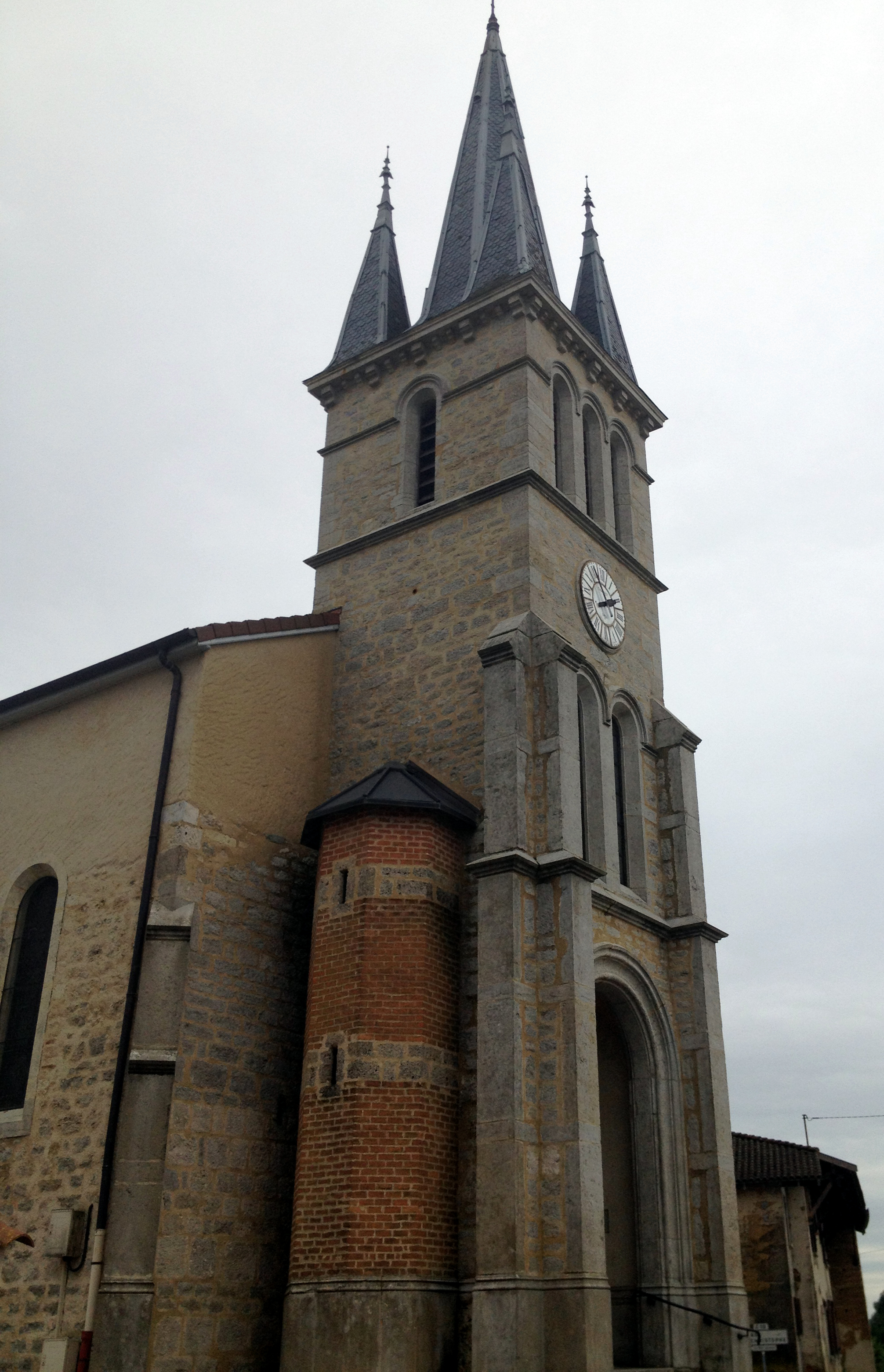
Церковь
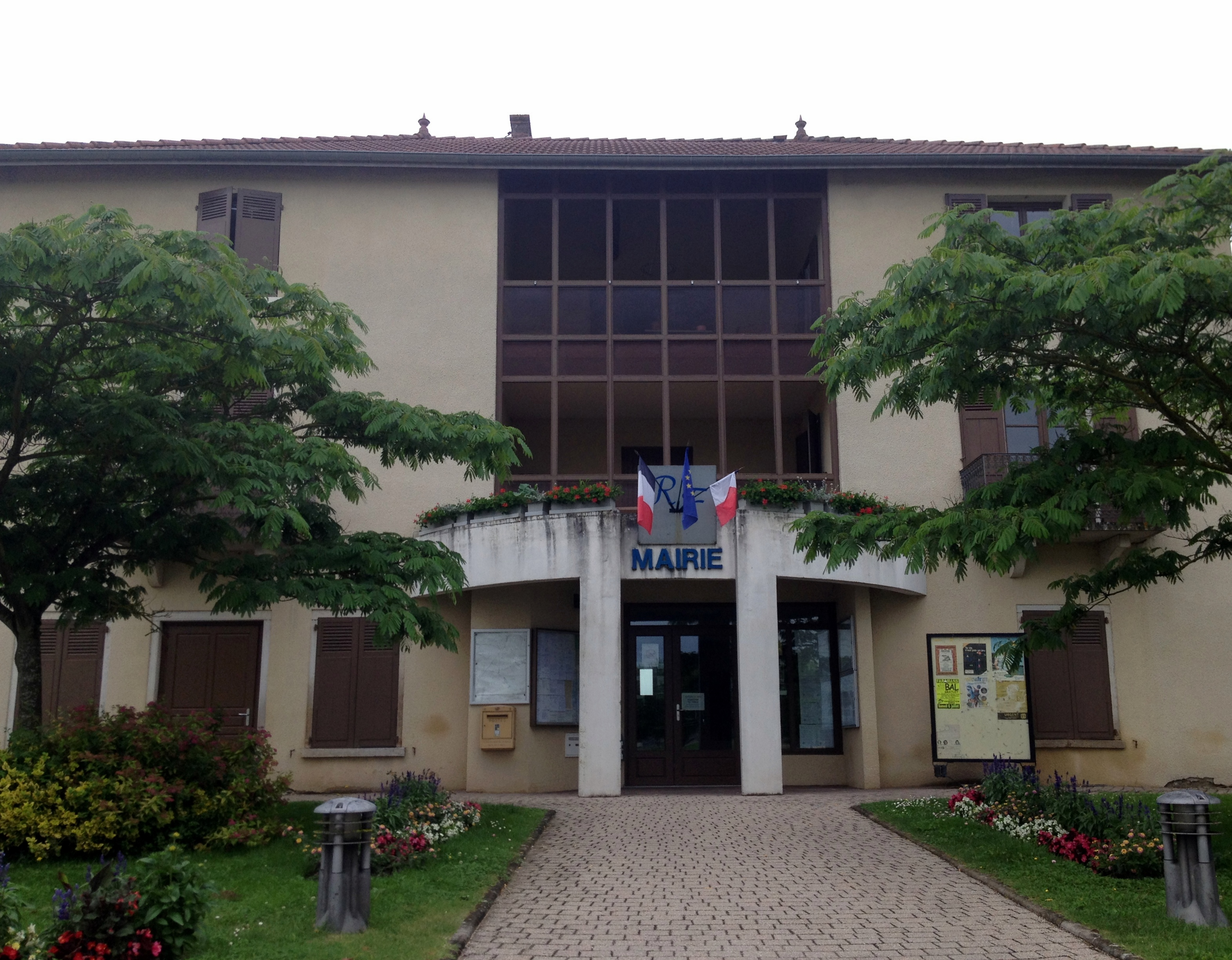
Мэрия
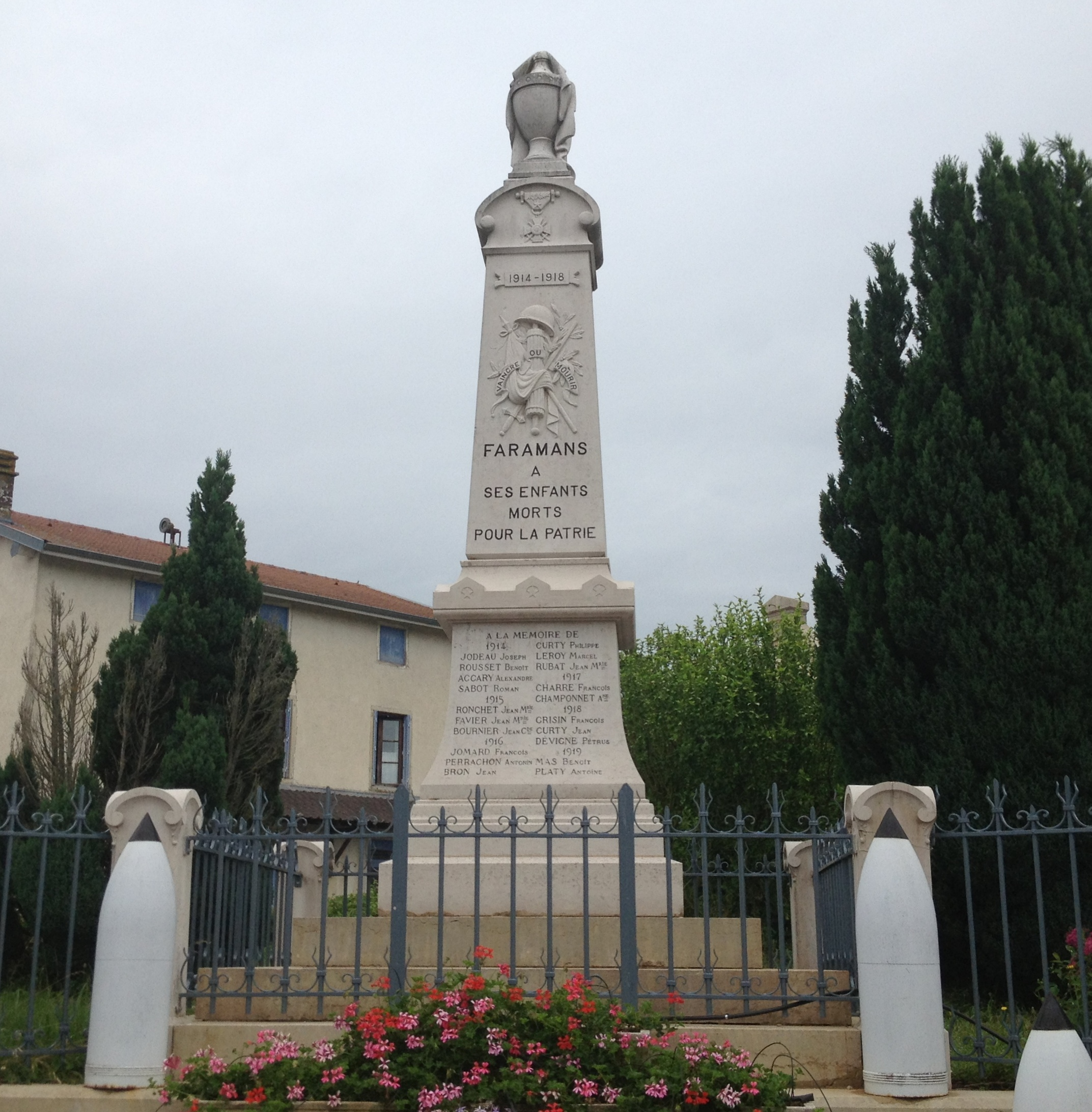
Военный мемориал
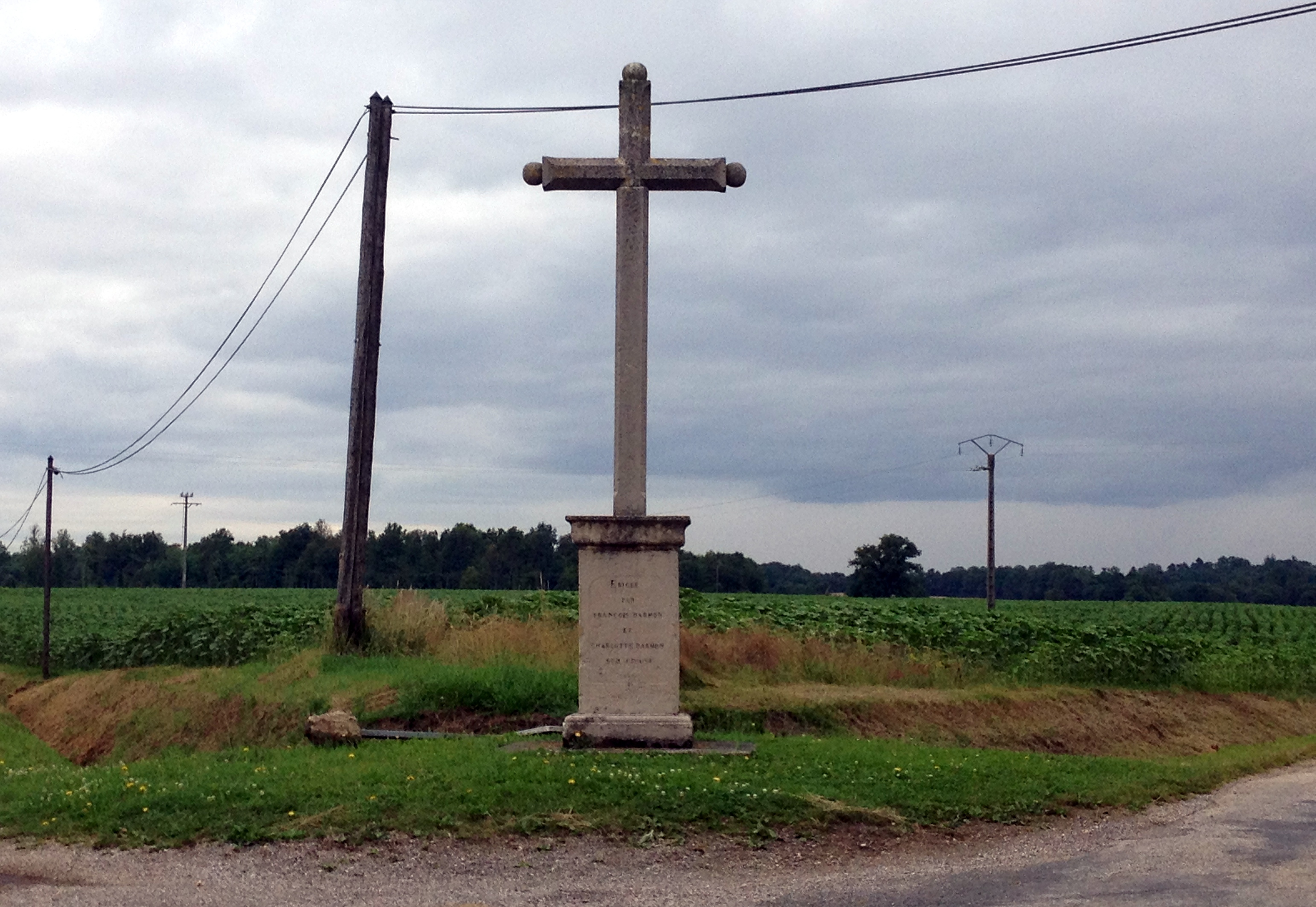
Придорожный крест